# Dennis Looze
Dennis Looze (Zaandam, 30 de julio de 1972) es un deportista neerlandés que compitió en triatlón. Ganó una medalla de plata en el Campeonato Europeo de Triatlón de 1996.

## Palmarés internacional
| Campeonato Europeo | Campeonato Europeo    | Campeonato Europeo | Campeonato Europeo |
| Año                | Lugar                 | Medalla            | Prueba             |
| ------------------ | --------------------- | ------------------ | ------------------ |
| 1996               | Szombathely (Hungría) | Medalla de plata   | Individual         |